# Таврійська вулиця (Київ)
Таврі́йська ву́лиця — вулиця в Подільському районі міста Києва, місцевість Біличе поле. Пролягає від Білицької до Зоряної вулиці.
Прилучаються Зоряний провулок, Рожева вулиця, Бобруйський провулок та Мінська вулиця.

## Історія
Вулиця виникла у середині XX століття під назвою 79-а Нова. Сучасна назва — з 1944 року.